# Philipp von Neumann
Philipp von Neumann (4 décembre 1781 - 14 janvier 1851) est un diplomate autrichien.

## Jeunesse et famille
Né à Bruxelles qui fait alors partie des Pays-Bas autrichiens, Philipp von Neumann est le fils de Carl von Neumann, fonctionnaire de l'administration des Habsbourg et de sa femme Marie Ducpetiaux. On ne sait rien de son éducation, mais comme il n'a commencé à travailler qu'à l'âge de 21 ans, il est probable qu'il ait fréquenté l'université. Il est le frère du général-major Maximillian Ritter von Neumann (vers 1778–1846).

## Carrière diplomatique
Philipp von Neumann commence sa carrière dans le service du Trésor autrichien en 1802. Il est affecté à Venise qui est passée sous contrôle autrichien peu de temps auparavant (Traité de Campo-Formio de 1797). Après un peu plus d'un an, il rejoint le service diplomatique et est affecté à Paris où le prince Klemens Wenzel von Metternich est ambassadeur d'Autriche.
Neumann rejoint ensuite le personnel de l'ambassade d'Autriche à Londres, où il est chargé d'affaires lorsque l'ambassadeur, le prince Esterházy, est absent. Il se distingue notamment en 1814 et 1815, à l'occasion de la remise d'aides financières britanniques au gouvernement autrichien, lorsqu'il réussit à obtenir des conditions très favorables pour l'Autriche sur la question du taux de change. Il est en excellents termes avec le duc de Wellington, dont il épouse la petite-nièce, et avec Castlereagh. Il décrit le suicide de Castlereagh comme « un grand mystère que le temps expliquera peut-être ».
En 1824, Philipp von Neumann participe aux négociations entre le Portugal et le Brésil qui font suite à la réconciliation du roi Jean VI du Portugal et de son fils l'empereur Pierre Ier du Brésil. En décembre 1826, il est envoyé au Brésil négocier le mariage de Marie II, fille de l'empereur Pierre avec Michel Ier, frère de celui-ci, ainsi que la demande de Michel d'être reconnu comme régent du Portugal. En octobre de l'année suivante, il assiste aux négociations sur cette question menées à Vienne.
En décembre 1829, il négocie le traité de commerce entre l'Autriche et la Grande-Bretagne. En reconnaissance de ses services, il est créé baron par l'empereur François Ier d'Autriche le 31 août 1830 .
En 1844, Neumann est ministre plénipotentiaire et envoyé extraordinaire de l'Autriche au Royaume-Uni. Il est ensuite nommé représentant de l'Autriche à Florence (1845) puis à Bruxelles (31 décembre 1849).

## Mariage et enfants
Le 5 décembre 1844, Philipp von Neumann épouse Lady Charlotte Augusta Frederica Somerset (1816-1850), fille aînée de Henry Somerset (7e duc de Beaufort)  et Georgiana FitzRoy. Une cérémonie catholique est célébrée d'abord à l'ambassade d'Autriche, Chandos House (présidée par le Dr Griffiths, vicaire apostolique du district de Londres), suivie d'une cérémonie anglicane à l'Église Saint-George d'Hanover Square (présidée par le Docteur Gerald Wellesley).
Philipp von Neumann et Lady Charlotte Augusta ont eu une fille, Natalie, née le 9 mars 1845 en Angleterre. Un fils mort-né est né le 13 septembre 1850. Charlotte Augusta décède une semaine plus tard, à l'âge de 34 ans, le 20 septembre 1850 à Bruxelles. Philipp meurt moins de quatre mois plus tard le 14 janvier 1851 à Bruxelles.
Il est enterré dans le caveau familial du duc de Beaufort à Badminton, Gloucestershire. Un monument est érigé en sa  mémoire dans l'église de Badminton.
Philipp von Neumann fut Commandeur de l'Ordre autrichien de Léopold, Commandeur de l'Ordre portugais de la Tour et de l'Épée, Commandeur de l'Ordre brésilien de la Croix du Sud, Chevalier Grand-Croix de l'Ordre russe de Saint-Stanislas. Il a également reçu la Croix autrichienne du mérite civil.